# Ferdinando Negri
Ferdinando Negri (fl. XX secolo) è stato un inventore italiano.
Disegnatore Capo dell'Ufficio Studi Locomotive del servizio Materiale e Trazione delle Ferrovie dello Stato a Firenze, lavorò allo sviluppo delle tecniche di trazione ferroviaria.
È noto per avere inventato la trasmissione a foglie libere.

## Biografia
Studiò tra il 1938 ed il 1939 due tipi di trasmissioni per locomotive.
Il primo tipo era con molle ad elica; sui raggi delle ruote erano presenti due perni sui quali insistevano delle leve. Le leve attraverso un appoggio snodato premevano su un "bicchiere" contenente la molla, che si comprimeva tra il bicchiere stesso e l'alloggiamento posto sul mozzo.
Sul lato più lungo di ogni leva agiva un rullo fissato all'asse cavo; ogni ruota portava sei gruppi di questo tipo e lo sforzo veniva trasmesso da un rullo (a seconda del senso di rotazione) alla corrispondente leva, agendo contemporaneamente sulla molla ad elica.
Tale sistema era assai complesso e bisognoso di una capillare lubrificazione; venne provato su qualche sala di E.428, ma venne abbandonato quasi subito, a favore della trasmissione a foglie libere.
Questo tipo di trasmissione, sempre sviluppato da Negri, fu provata su una unità E.428 di 2ª serie per poi essere applicata a tutta la 4ª serie.
La trasmissione a foglie libere risultava più semplice del tipo Bianchi: ogni pacco di molle lamellari era appoggiato su due alveoli portati dal mozzo e dalla corona della ruota motrice, i quali erano liberi di ruotare in modo da lasciar flettere le molle sotto lo sforzo trasmesso da due rulli portati dall'asse cavo.
L'intercambiabilità delle sale con trasmissione Tipo Bianchi con quelle con trasmissione Tipo Negri fece sì che nel corso di revisioni qualche unità venisse riadattata con tipi diversi di trasmissione elastica, senza peraltro che si verificassero inconvenienti di sorta.